# Scirpus polyphyllus
Scirpus polyphyllus är en halvgräsart som beskrevs av Vahl. Scirpus polyphyllus ingår i släktet skogssävssläktet, och familjen halvgräs. Inga underarter finns listade i Catalogue of Life.